# Tù
Tù è una frazione del comune di Vezza d'Oglio, in alta Val Camonica, provincia di Brescia.

## Geografia fisica

### Territorio
È posizionata a nord-est dell'abitato di Vezza d'Oglio.

## Monumenti e luoghi d'interesse

### Architetture religiose
Le chiese di Tù sono:
- Chiesa di S.Giuseppe, del XVI secolo, rimaneggiata nel XVIII, affrescata dal Corbellini nel 1762-

## Società

### Tradizioni e folclore
Gli scütüm sono nei dialetti camuni dei soprannomi o nomiglioli, a volte personali, altre indicanti tratti caratteristici di una comunità. Quello che contraddistingue gli abitanti di Tù è Malìgn.